# Body and Soul (piosenka)
Body and Soul – piosenka jazzowa napisana w 1930 roku przez Edwarda Heymana, Roberta Soura i Franka Eytona dla brytyjskiej aktorki i piosenkarki Gertrude Lawrence. Muzykę skomponował Johnny Green. Utwór doczekał się wielu wykonań, m.in. Elli Fitzgerald, Billie Holiday, Etty James, Franka Sinatry czy też Colemana Hawkinsa, który spopularyzował utwór, nagrywając go wraz ze swoją orkiestrą w 1939 roku.
Utwór „Body and Soul” został także pierwszym singlem brytyjskiej piosenkarki soulowej Amy Winehouse w duecie z Tonym Bennettem, pochodzącym z płyty Lioness: Hidden Treasures, nagranym w marcu 2011 roku nakładem wytwórni płytowej Island Records oraz Sony Music Entertainment. Była to ostatnia nagrana przez wokalistkę piosenka przed jej śmiercią. Singel został wydany 14 września, w dniu, w którym przypadałyby 28. urodziny piosenkarki. Do utworu został nakręcony teledysk.

## Notowania
| Notowanie                                     | Pozycja na liście |
| --------------------------------------------- | ----------------- |
| UK Singles Chart                              | 40                |
| Ö3 Austria Top 40                             | 36                |
| MegaCharts                                    | 9                 |
| Schweizer Hitparade                           | 35                |
| Syndicat national de l’édition phonographique | 27                |
| Media Control Charts                          | 31                |
| Productores de Música de España               | 14                |